# Jean de Lastic
Jean Bompar de Lastic (1371-1454), fou el 36è Mestre de l'Hospital, quan el 1437 va succeir al mestre Antoni de Fluvià, d'origen català.

## Biografia
Jean de Lastic va néixer el 1371 al castell familiar de Lastic, a l'Alvèrnia. De família noble, era net per via materna del comte de Clermont i del delfí d'Alvèrnia.
A final de la dècada de 1380, possiblement al Castell de Carlat, va entrar a formar part de l'Orde de Sant Joan de Jerusalem, dins de la llengua d'Alvèrnia, com ho havien estat abans dos dels seus oncles. Poc temps després els Lastic comptaven amb dos membres més dins de l'orde: Guillaume de Lastic, nebot del mestre, senescal de Rodes i més endavant Louis de Lastic, cavaller el 1427 i comanador de Carlat el 1430.
Jean de Lastic es va estar un bon temps a  Rodes i va ser comanador de Celles, Montchamp, Carlat, quan va retornar a occident, fou elegit prior de la llengua d'Alvèrnia. Es va establir a Bourganeuf, seu del priorat, on va reforçar les defenses i va fer aixecar una nova torre acabada el 1530, que porta el seu nom i que avui dia és la seu de l'oficina de turisme d'aquesta ciutat.
Va restar a Bourganeuf fins al 1437, quan fou elegit mestre de l'Hospital. Abans de marxar de França va comprar armes perquè preveia complicacions a Rodes. En efecte, els mamelucs d'Egipte, després d'ocupar Xipre el 1424-1426, no dissimulaven les ambicions en la mediterrània oriental amb la volutat de conquerir Rodes.

## Un defensor de Rodes
El primer gest de Jean de Lastic quan va arribar a Rodes, el 1438, fou enviar una ambaixada al Caire per tal de negociar una prolongació de les treves que anteriorment l'orde tenia amb els mamelucs. A través de l'espionatge, els hospitalers sabien que el soldà d'Egipte havia tancat un pacte amb el soldà otomà Murad II en el qual aquest darrer es comprometia a restar neutral davant d'un atac a Rodes.
Jean de Lastic va fer una crida de socors als sobirans europeus i al papat que no va servir de res: França i Anglaterra estaven enfrontades en la Guerra dels Cent Anys, els aragonesos estaven concentrats en la conquesta de Nàpols, els estats de l'Europa central i balcànica, com també l'emperador de l'Imperi Romà d'Orient, en tenien prou amb defensar-se dels turcs i el papa estava embolicat en ple cisme. Sí que van respondre, però, diferents hospitalers europeus que es van traslladar a Rodes per tal de defensar-la.
El setembre de 1440 va arribar el primer atac dels mamelucs. La flota egípcia es va dirigir cap a Rodes i després cap a l'illa de Cos i es va presentar de nou davant de Rodes el novembre. Els hospitalers, que tenien una flota menor, van idear una estrategema que consistia a usar les barques planes per portar molts atacants contra els vaixells egipcis i abordar-los. El resultat fou molt positiu, ja que van produir 700 baixes als egipcis, quan ells només van perdre 60 homes. Les fonts cristianes afirmen que els egipcis es van retirar, mentre que les fonts àrabs afirmen que hi va haver un segon atac el 1442 o el 1443 dirigit per Inâl al-'Alâ'i al-Nâssirî.
La segona expedició egipcia reportada pels cristians fou el 1444, es coneix a través de la crònica àrab d'Abu al-Mahâsin ibn Taghrî Birdî (1530-1604). La flota dels mamelucs era de 75 vaixells i una força de 18 mil homes que es va presentar a Rodes el 10 d'agost. Per defensar Rodes, en aquestes dates hi havia el castellà d'Amposta, fra Joan de Vilagut.

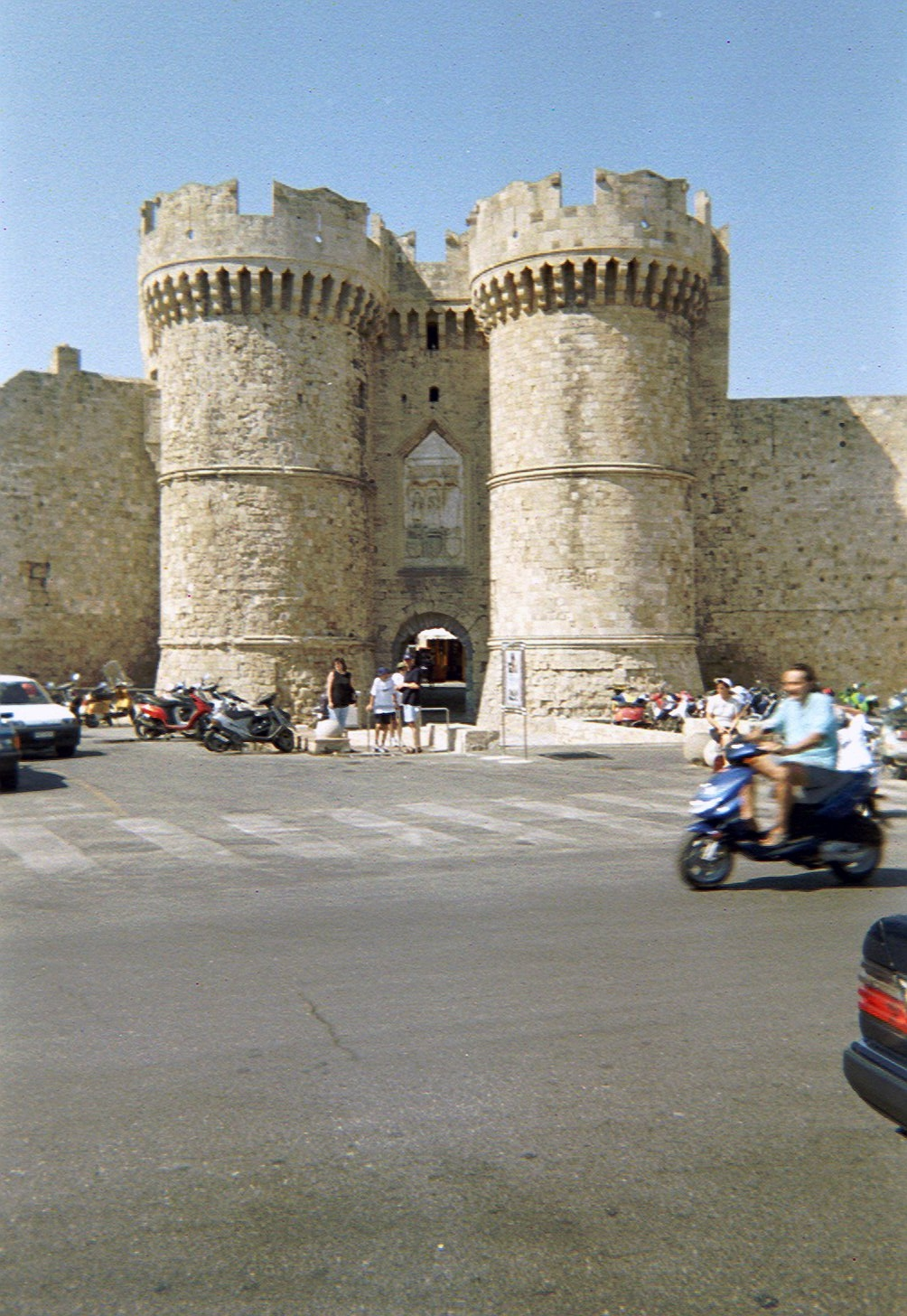
Porta del port de Rodes

La versió dels fets, del costat cristià, està descrita a la crònica en poema narratiu del català Francesc Ferrer. Les dues fonts acorden per constatar que els diferents assalts dels egipcis foren espaiats. Una sortida victoriosa i desesperada, ordenada per Joan de Lastic, va permetre llançar dins del mar diverses peces d'artielleria egípcia situades davant la porta de la ciutat. El 18 de setembre hi va haver un nou assalt que va acabar en taules i que va provocar que s'aixequés el setge. Es van matar 300 mamelucs i se'n van ferir altres 500, sense comptar amb les pèrdues de combatents no mamelucs i auxiliars.
Lastic va acusar la manca de defensa del port de Rodes i les va voler reforçar. Va intentar trobar el finançament per Europa. Amb tot, caldrà esperar als magisteris de Pere Ramon Sacosta i de Pierre d'Aubusson per tal que es construïssin sobre el moll aquestes noves defenses, sobretot gràcies als donatius del duc de Borgonya. Així es va construir el fort de Sant Nicolau, clau en la defensa del setge de 1480.
Jean de Lastic va morir el 1453 i el va succeir Jacques de Milly, que com ell provenia del càrrec de prior de la llengua d'Alvèrnia.